# Marsuoaivi
Marsuoaivi är ett berg i Finland. Det ligger i Enontekis i landskapet Lappland, i den norra delen av landet, 1 000 km norr om huvudstaden Helsingfors. Toppen på Marsuoaivi är 801 meter över havet.
Terrängen runt Marsuoaivi är kuperad åt sydväst, men åt nordost är den platt.  Trakten runt Marsuoaivi är nära nog obefolkad, med mindre än två invånare per kvadratkilometer. Det finns inga samhällen i närheten. Omgivningarna runt Marsuoaivi är i huvudsak ett öppet busklandskap.